# Radovan Fuchs
Radovan Fuchs (ur. 5 września 1953 w Zagrzebiu) – chorwacki polityk i naukowiec, profesor, w latach 2009–2011 minister nauki, edukacji i sportu, w latach 2020–2024 minister nauki i edukacji, od 2024 minister edukacji, nauki i młodzieży.

## Życiorys
Absolwent wydziału medycyny weterynaryjnej Uniwersytetu w Zagrzebiu (1978). Na tej samej uczelni w 1985 uzyskał magisterium z nauk biomedycznych. W 1979 rozpoczął pracę naukową w IMI (Institut za medicinska istraživanja i medicinu rada), instytucie badań medycznych i medycyny pracy, jednej z największych w Chorwacji instytucji badawczych. Obejmował w niej w trakcie długoletniej kariery badawczej różne stanowiska. W latach 1985–1987 pracował jako asystent naukowy w Uppsala biomedicinska centrum i w KTH. W Szwecji w 1987 doktoryzował się w zakresie farmakologii i toksykologii.
Zaangażował się też w działalność polityczną w ramach Chorwackiej Wspólnoty Demokratycznej. W latach 1993–2000 był zastępcą ministra nauki i technologii, a od 2004 do 2008 wiceministrem nauki, edukacji i sportu. W latach 2008–2009 pełnił funkcję sekretarza stanu w tym resorcie. Od lipca 2009 do grudnia 2011 kierował ministerstwem nauki, edukacji i sportu w rządzie Jadranki Kosor.
W 2012 został zastępcą dyrektora IMI do spraw współpracy międzynarodowej. W tym samym roku objął pełną profesurę na Uniwersytecie w Rijece. W latach 2018–2019 był doradcą premiera Andreja Plenkovicia. W lipcu 2020 w jego drugim gabinecie został powołany na ministra nauki i edukacji. W maju 2024 w trzecim rządzie lidera HDZ objął stanowisko ministra edukacji, nauki i młodzieży.